# قرمزي غل
قرمزي غل هي قرية في مقاطعة أذر شهر، إيران. عدد سكان هذه القرية هو 269 في سنة 2006.